# Херенд
Херенд (угор. Herend) — місто в медьє Веспрем в Угорщині. Населення 3499 осіб (2001).
У Херенді знаходиться всесвітньо відома фабрика з виробництва елітної порцеляни ручної роботи Herend.

## Цікаві факти
Херенд знаходиться за 130 км від Будапешта. Населення міста 3500 осіб, з яких 1500 працюють на фабриці елітної порцеляни Herend. У 1999 р. на Мануфактурі Herend за проектом Габора Турані (Gabor Turanyi) був побудований комплекс будівель «Порцеланіум» (Porcelanium). Він став символом Мануфактури Херенд і змінив вигляд цього невеликого містечка. Комплекс будівель включає в себе Міні-мануфактуру, музей, магазин елітної порцеляни Вікторія Херенд, ресторан і кафе Apicus.

## Порцеляна Herend

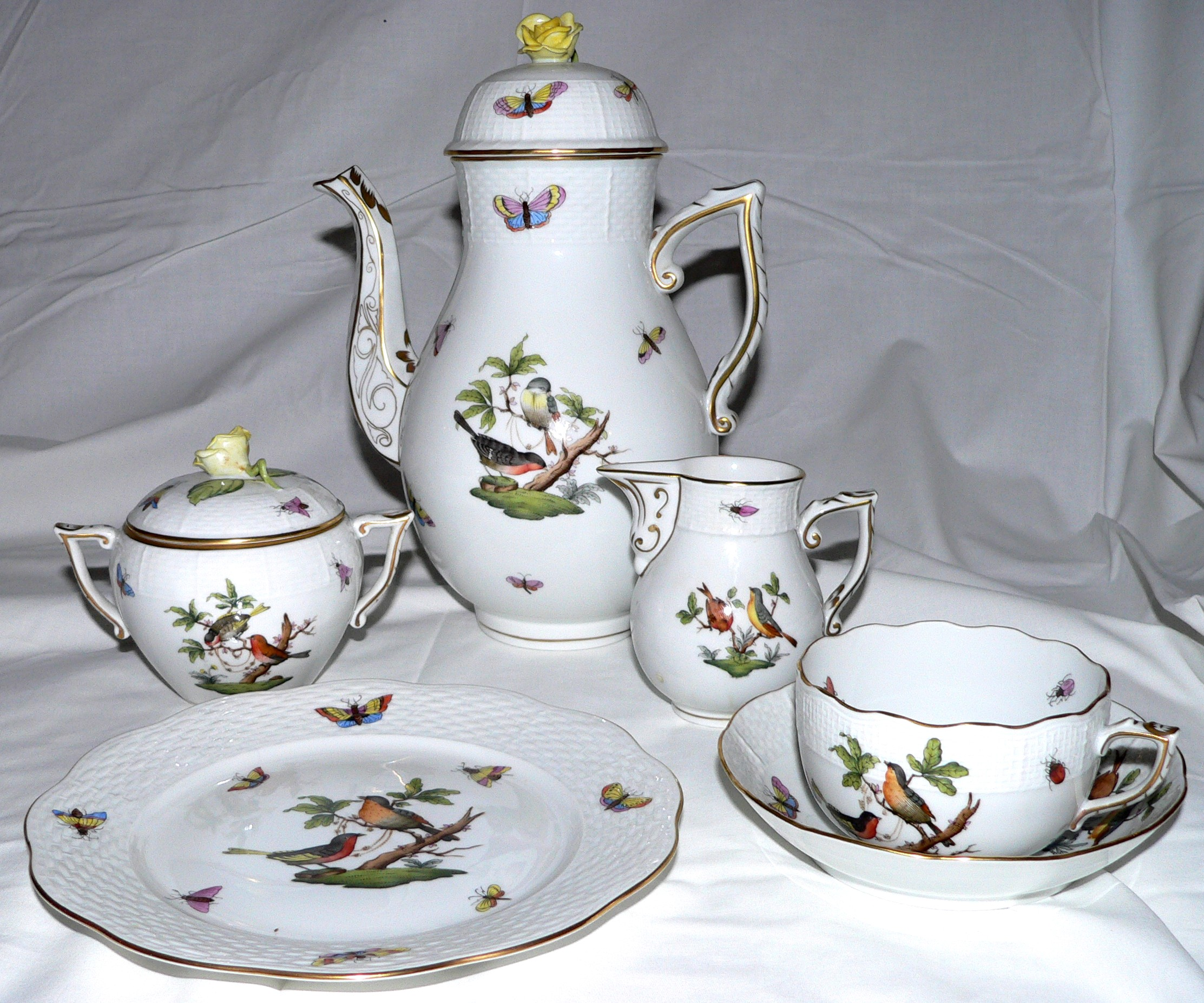
Херендська порцеляна

Порцелянова мануфактура Herend працює з 1826 року. Завдяки порцеляні невелике містечко в Угорщині отримало міжнародну популярність і визнання. Кількість форм елітної порцеляни перевалило за 16 000 з 5000 використовуваних візерунків.